# Saint-Broing-les-Moines
Saint-Broing-les-Moines ist eine französische Gemeinde mit 184 Einwohnern (Stand 1. Januar 2022) im Département Côte-d’Or in der Region Bourgogne-Franche-Comté. Sie gehört zum Kanton Châtillon-sur-Seine und zum Arrondissement Montbard.
Nachbargemeinden sind Montmoyen im Nordwesten, Terrefondrée im Norden, Bure-les-Templiers im Nordosten, Minot im Südosten und Moitron im Südwesten.

## Bevölkerungsentwicklung
| Jahr                       | 1962 | 1968 | 1975 | 1982 | 1990 | 1999 | 2008 | 2015 |
| -------------------------- | ---- | ---- | ---- | ---- | ---- | ---- | ---- | ---- |
| Einwohner                  | 299  | 267  | 240  | 260  | 205  | 181  | 186  | 189  |
| Quellen: Cassini und INSEE |      |      |      |      |      |      |      |      |

## Sehenswürdigkeiten
- Der Turm der Kirche Saint-Bénigne wurde von 1780 bis 1782 erbaut. Der übrige Teil der heutigen Kirche stammt aus den Jahren 1834 bis 1837.
- Das Gebäude mit der Mairie und der Dorfschule stammt aus dem 19. Jahrhundert.

## Weblinks

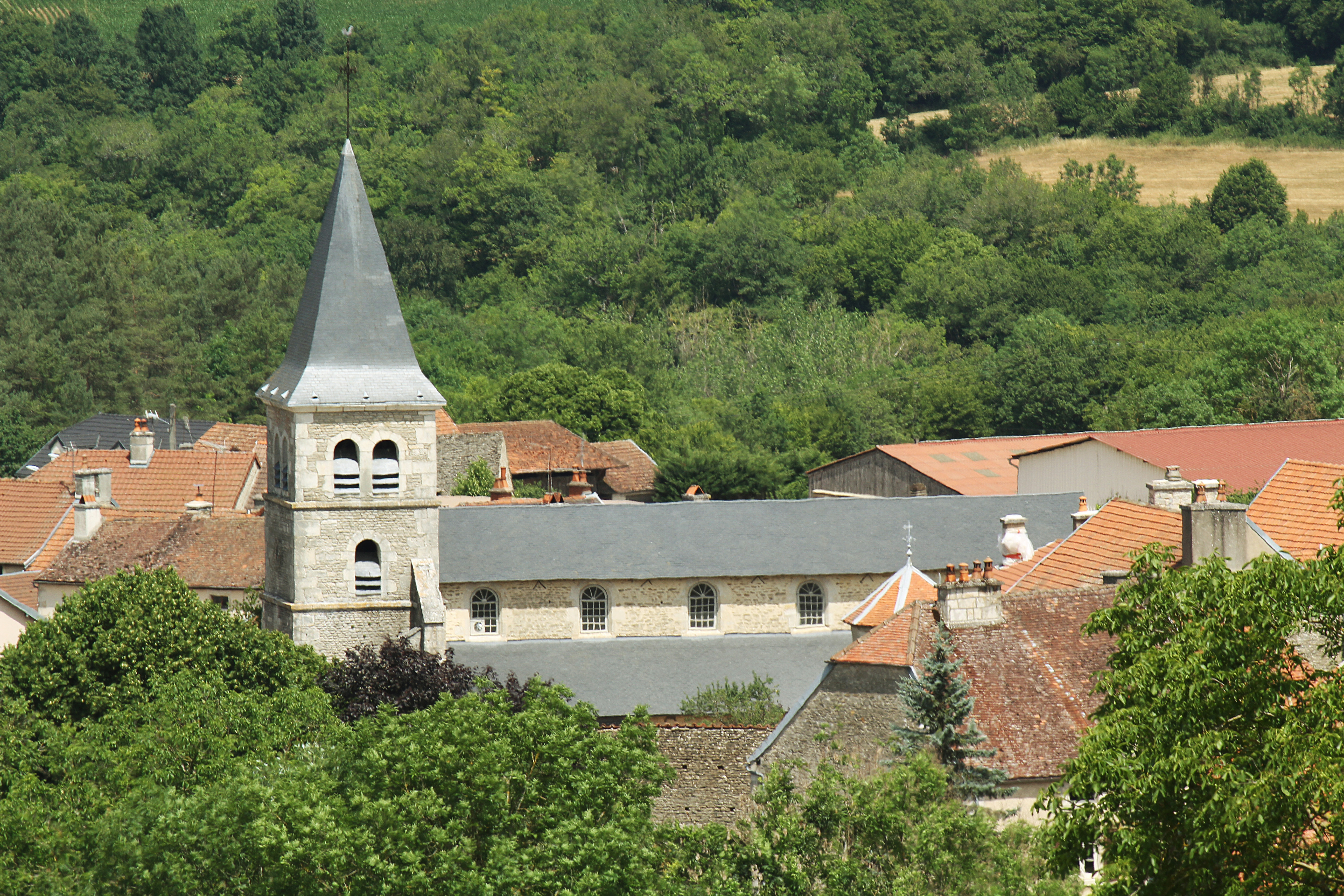
Kirche Saint-Bénigne